# Șugag
Șugag é uma comuna romena localizada no distrito de Alba, na região histórica da Transilvânia. A comuna possui uma área de 249.61 km² e sua população é de 2932 habitantes, segundo o censo realizado em 2007.